# 苗氏瓶蘚
苗氏瓶蘚（学名：Amphidium mougeotii）为曲尾蘚科瓶蘚屬下的一个种。